# Nkiru Njoku
Nkiru Njoku (sinh k. 1980) là một nhà biên kịch, nhà văn và nhà sản xuất video người Nigeria. Cô là tác giả chính của Tinsel của M-net, một loại xà phòng Nigeria bắt đầu phát sóng vào năm 2008  Njoku hiện đang là nhà sản xuất nội dung chính của Project Fame West Africa.